# Андора на Европском првенству у атлетици на отвореном 2012.
Андора је учествовала на 21. Европском првенству у атлетици на отвореном 2012. одржаном у Цириху од 12. до 17. августа. То је било пето европско првенство у атлетици на отвореном на којем је Андора учествовала од европског првенства 1998. када је дебитовала. Андору је представљало четворо такмичара (1. мушкарац и 3 жене) који су се такмичили у 4 дисциплине.
Представници Андоре нису освојили ниједну медаљу, а није оборен ни неки рекорд.

## Учесници
| Мушкарци: - Микел де Са — 100 м | Жене: - Кристина Љовера — 100 м - Сонија Виљакампа — 200 м - Ана Сирвент — Скок удаљ |  |

## Резултати

### Мушкарци
| Атлетичар   | Дисциплина | Лични рекорд | Квалификације | Квалификације | Полуфинале           | Полуфинале           | Финале               | Финале       | Детаљи |
| Атлетичар   | Дисциплина | Лични рекорд | Резултат      | Место         | Резултат             | Место                | Резултат             | Место        | Детаљи |
| ----------- | ---------- | ------------ | ------------- | ------------- | -------------------- | -------------------- | -------------------- | ------------ | ------ |
| Микел де Са | 200 м      | 11,20        | 11,26         | 5 у гр. 4     | Није се квалификовао | Није се квалификовао | Није се квалификовао | 31 / 31 (34) |        |

### Жене
| Атлетичар        | Дисциплина | Лични рекорд | Квалификације | Квалификације | Полуфинале            | Полуфинале            | Финале                | Финале       | Детаљи |
| Атлетичар        | Дисциплина | Лични рекорд | Резултат      | Место         | Резултат              | Место                 | Резултат              | Место        | Детаљи |
| ---------------- | ---------- | ------------ | ------------- | ------------- | --------------------- | --------------------- | --------------------- | ------------ | ------ |
| Кристина Љовера  | 100 м      | 12,33        | 13,01         | 8 у гр. 2     | Није се квалификовала | Није се квалификовала | Није се квалификовала | 32 / 32      |        |
| Сонија Виљакампа | 200 м      |              | 27,90         | 6 у гр. 5     | Није се квалификовала | Није се квалификовала | Није се квалификовала | 30 / 30      |        |
| Ана Сирвент      | скок удаљ  |              | 4,43          | 15 у гр. Б    |                       |                       | Није се квалификовала | 29 / 29 (30) |        |